# Мулюков, Бату Гатауллович
Мулюков Бату Гатауллович (Атауллович) (тат. Бату Мөлеков) (17 апреля 1928, д. Байсун, Узбекская ССР — 23 октября 1999, Казань) — композитор, педагог. Заслуженный деятель искусств Татарской АССР (1977). Заслуженный деятель искусств РСФСР (1981). Лауреат Государственной премии Татарской АССР имени Габдуллы Тукая (1984).

## Биография
Бату Гатауллович Мулюков родился в деревне Байсун Узбекской ССР 17 апреля 1928 года.
В 1957 году окончил Казанскую консерваторию (класс А. Лемана).
С 1970—1996 преподавал в Казанском институте культуры и искусств.
С 1991 года профессор.
Умер Б. Мулюков 25 октября 1999 года в Казани.

## Основные сочинения
Оперы
- «Черноликие» («Кара за любовь») (1981)
- «Сөембикә» («Сююмбике») (1999)

Симфония (1969)
Симфоническая увертюра «Праздник в Челнах» (1977)
Оратории
- «Казань» на стихи Р.Хариса (1977)
- «Тукай» на стихи Х.Гарданова (1985)
- «Века и минуты» (1987)

Кантата «Времена года» на стихи М.Хусаина (1967)
Концерт для ансамбля скрипок и фортепиано (1972)
Концерт для голоса с симфоническим оркестром (1978)
Сюита для духового оркестра (1968)
3 струнных квартета
Камерно-инструментальные и камерно-вокальные сочинения, песни, музыка к драматическим спектаклям и другие.

## Звания и награды
- Заслуженный деятель искусств Татарской АССР (1977)
- Заслуженный деятель искусств РСФСР (1981)
- Государственная премия Татарской АССР имени Габдуллы Тукая (1984)